# بنیاد لیونور

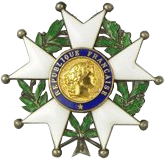
نشان‌وارهٔ رسمی بنیاد لیونور

بنیاد لیونور (به فرانسوی: Base Léonore) یک بانک اطلاعاتی از فهرست سوابق اعضای لژیون دونور در کشور فرانسه است. در این پایگاه پرونده‌های نصب و ترفیع افراد در لژیون دونور از سال ۱۸۰۲ تا درگذشتگان پیش از ۱۹۷۷ قابل دسترسی است. این اسناد در بایگانی ملی فرانسه نگهداری می‌شوند.